# Carlos I de Austria y IV de Hungría
Carlos I de Austria (Karl von Habsburg-Lothringen; en húngaro: IV Károly; Persenburg, 17 de agosto de 1887-Funchal, 1 de abril de 1922) fue el último emperador del Imperio austrohúngaro y rey de Bohemia y Croacia, entre 1916 y 1918. Fue conocido como Carlos I de Austria, IV de Hungría, III de Bohemia y IV de Croacia. El Papa Juan Pablo II lo beatificó en 2004, conmemorando su festividad el 1 de abril, en recuerdo al día de su muerte.

## Juventud

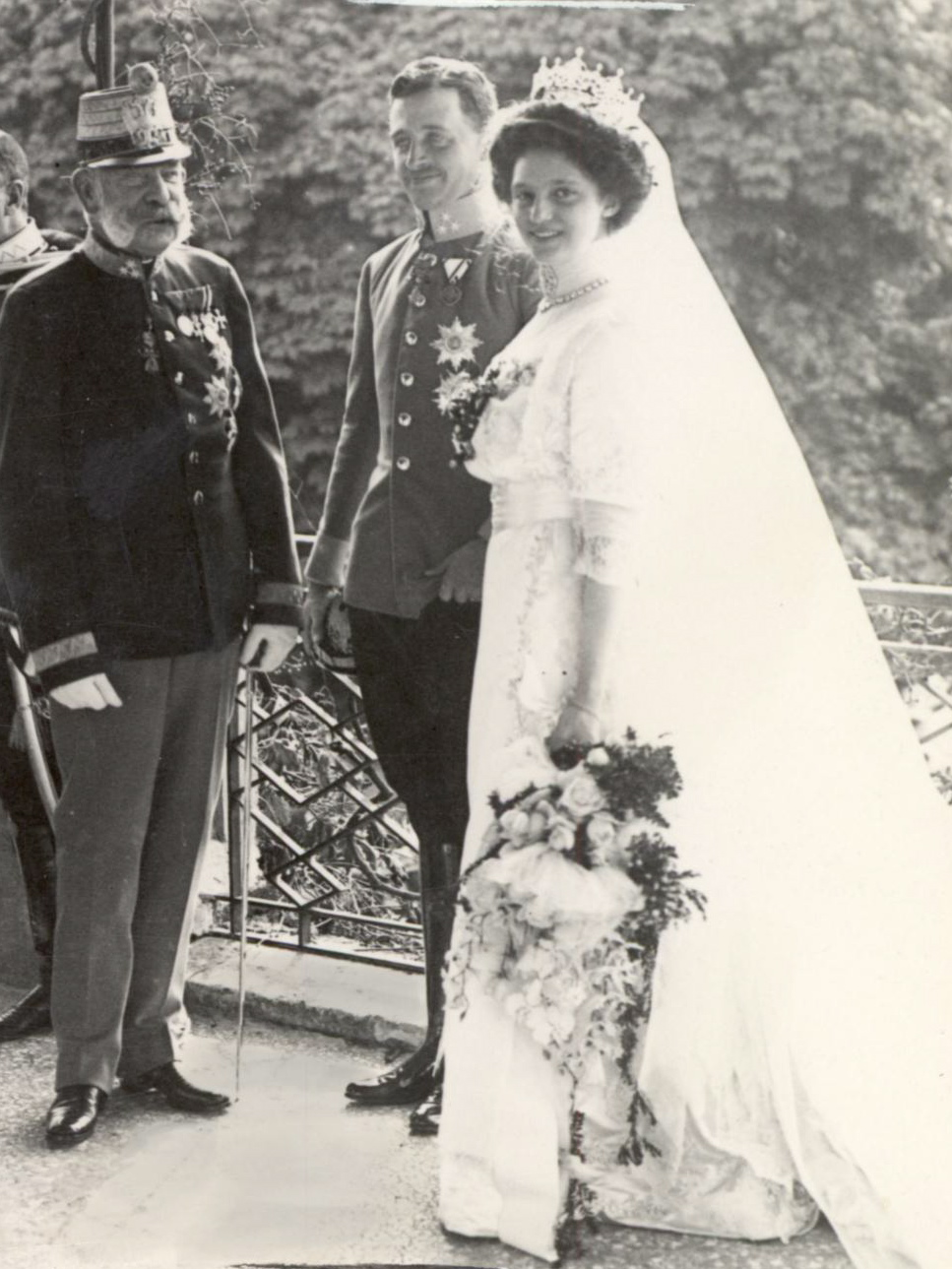
Boda del Archiduque Carlos de Austria y la Princesa Zita de Borbón-Parma en el Palacio Schwarzau.

Primogénito del archiduque Otto y de la princesa María Josefa Luisa de Sajonia. Su niñez fue feliz y los traslados de una guarnición a otra de su padre hicieron que viajase por gran parte del imperio. Aprendió alemán (su idioma materno), inglés, francés y húngaro. Estaba versado en derecho constitucional y ciencias políticas. En 1901 visitó gran parte de la Transleitania. En 1905 sirvió en Bohemia como teniente de una pequeña guarnición y recibió la orden del Toisón de Oro.
El 21 de octubre de 1911 se casó con Zita de Borbón-Parma, impetuosa, muy religiosa y más conservadora que Carlos. El matrimonio tuvo 9 hijos. Desde enero de ese año, Carlos se desempeñó en el Estado Mayor austrohúngaro, en Viena.
Sucedió a su tío abuelo Francisco José I. Antes de acceder al trono prestó servicios en el Ejército. Se convirtió en sucesor en 1914 tras el asesinato de su tío el archiduque Francisco Fernando de Habsburgo-Lorena en Sarajevo, Bosnia, causa inmediata del estallido de la I Guerra Mundial (véase Atentado de Sarajevo).

## El reinado de Carlos

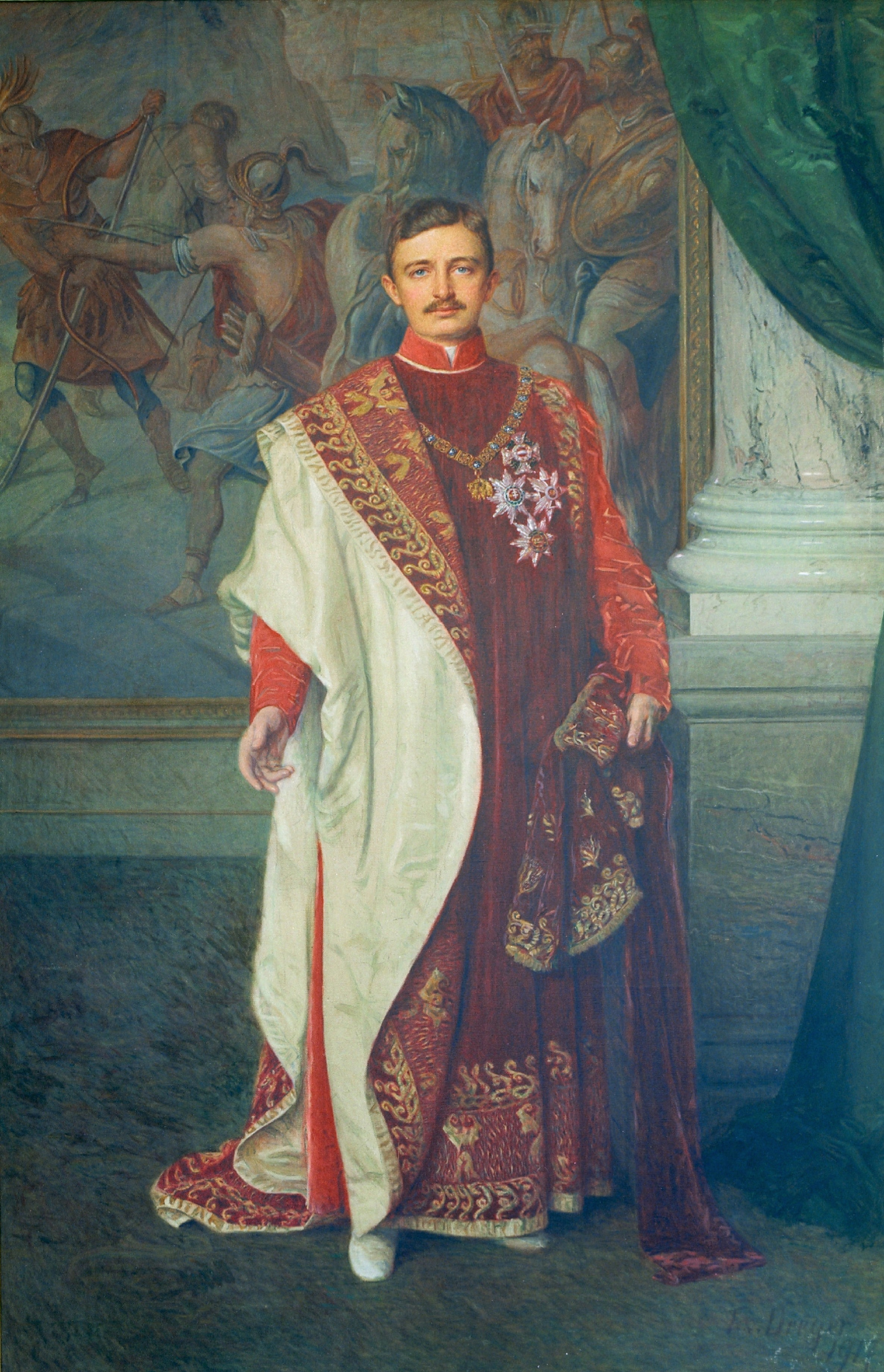
Carlos I de Austria con el hábito de la Orden del Toisón de Oro

Carlos accedió al trono con 29 años, después de que falleciese su anciano tío abuelo, el emperador Francisco José I, la noche del 21 de noviembre de 1916, en medio de la Primera Guerra Mundial. Su coronación era urgente y tuvo lugar el 29 de diciembre de ese año, cuarenta días después de morir el anterior monarca, evitando las ceremonias dilatorias que hubieran sido usuales en los Habsburgo en tiempo de paz, lo que puso de manifiesto el declive final del Imperio.
Desde este momento, el nuevo emperador trató de sacar al Imperio austrohúngaro de la guerra europea. La razón principal que le llevó a ello fue la situación económica del país, que no paraba de empeorar, con una alta inflación, descontento masivo entre los campesinos por las requisiciones de guerra, y fuerte rechazo de los sindicatos obreros a la militarización de la industria. Al desvanecerse a fines de 1916 la posibilidad de que Rusia pudiera invadir Austria-Hungría, se hizo evidente que Alemania era la fuerza dominante de los imperios centrales en lo político y lo militar, provocando una nueva causa de descontento entre la población eslava de Austria-Hungría. El propio emperador deseaba la paz por la convicción personal de que la sangría humana del conflicto podría continuar durante mucho tiempo más.
Sin suficiente capacidad de maniobra, durante la primavera de 1917 Carlos I mantuvo, a espaldas de Alemania, unos polémicos contactos con el gobierno francés, que fracasaron, para tratar de alcanzar una paz por separado con los aliados a través de su cuñado, el príncipe Sixto de Borbón-Parma, quien era oficial del Ejército belga. En las conversaciones secretas realizadas entre Sixto y Carlos en Viena, el emperador se comprometió a defender la devolución de Alsacia y Lorena a Francia y el mantenimiento de una Bélgica independiente, a cambio de lograr la paz, mientras la Triple Entente aceptaría la preservación de Austria-Hungría y Alemania en su integridad territorial.
El estallido de la Revolución de Octubre en Rusia causó que Carlos I intensificara sus esfuerzos para una paz negociada, en tanto el derrumbe ruso reafirmaba la subordinación de Austria-Hungría respecto a Alemania y también podría servir de ejemplo para una revolución social extrema en los imperios centrales. En abril de 1918, el ministro de Asuntos Exteriores de Carlos I, el conde checo Ottokar von Czernin, enterado de las negociaciones de Carlos, presumió ante la prensa internacional que Francia estaba mendigando la paz a los imperios centrales, a lo que el primer ministro francés Clemenceau respondió haciendo públicas las negociaciones del emperador austriaco con Sixto de Borbón-Parma, causando un gran perjuicio a la credibilidad de Carlos y minando su posición internacional, pues si bien Carlos había informado anticipadamente al káiser alemán Guillermo II sobre las conversaciones de paz, no le mencionó las concesiones que Carlos proponía a los franceses.
Mientras tanto, como resultado del escándalo, la Entente reconocía poco después al gobierno checoslovaco independiente en París, abandonando su anterior postura de mantenimiento de un imperio reformado, Carlos tuvo que viajar urgentemente a Alemania para asegurar a Guillermo II su lealtad como aliado, en tanto el propio Estado mayor del Reichsheer alemán, al saber las concesiones que Carlos ofrecía a los Aliados, planificaba inclusive una "invasión preventiva" de Austria para deponer a Carlos I al considerar su conducta como una traición.

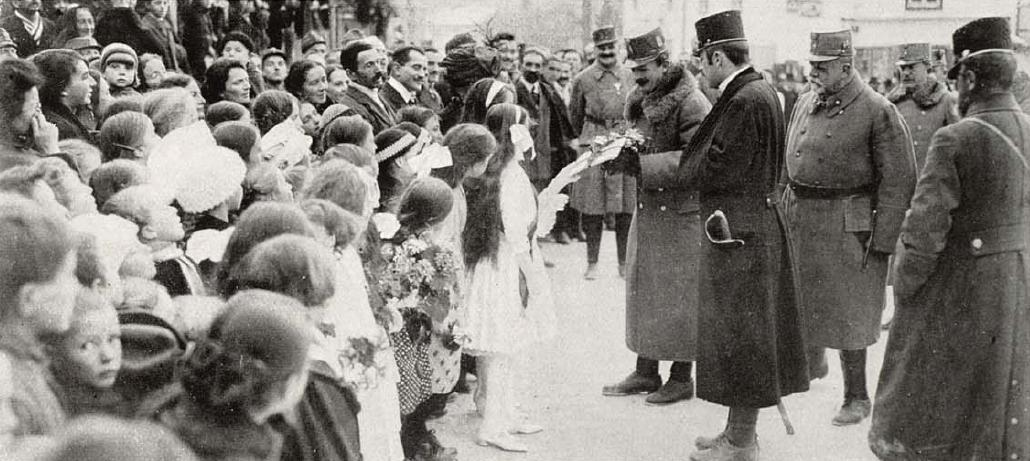
Carlos visitando Cortina d'Ampezzo, liberada tras la victoria de Isonzo.

En el interior, declaró con motivo del cumpleaños de su heredero (2 de julio de 1917) una amnistía de los prisioneros políticos, gesto con el que trató, con escasos resultados, de mostrar su disposición a un nuevo orden político en el imperio. De igual manera, a lo largo del año 1917 y la primera mitad de 1918, Carlos promulgó diversas normas destinadas a mitigar el descontento social de la clase obrera de su Imperio, suavizando las severas leyes marciales aprobadas al inicio de la guerra. No obstante, la contienda proseguía y por tanto las medidas tomadas por el emperador apenas eran paliativos de una grave situación interna.
Tras el hundimiento del frente búlgaro en septiembre de 1918, Carlos decidió llevar a cabo drásticas medidas reformistas para convencer a la Triple Entente que el Imperio Austrohúngaro debía salvarse, o al menos mantenerse como una federación de estados independientes. Con ayuda de sus asesores y del consejo de ministros, Carlos I definió un plan de federalización del país, que se hizo público en octubre de 1918. En él, el imperio se convertía en una confederación donde sus miembros mantenían plena autonomía política, económica y militar, compartiendo únicamente la jefatura del Estado. Estos intentos llegaron demasiado tarde y los consejos nacionales que Carlos fomentó entre las distintas nacionalidades optaron por abandonar al gobierno de Viena, en vez de adaptar el plan del emperador.
Iniciada la disolución del Imperio tras la derrota frente a los italianos en la Batalla de Vittorio Veneto, y tras resistirse a abandonar lo que él consideraba sus obligaciones, Carlos I renunció a la jefatura del Estado el 11 de noviembre de 1918 y a formar parte de cualquier futuro gobierno austriaco, pero no a sus derechos como jefe de la dinastía. Trataba así de mantener la posibilidad de que perviviese la monarquía Habsburgo con otro miembro de la familia imperial. Partió de inmediato hacia el exilio en Suiza.

## Breve exilio
El gobierno suizo acogió al exemperador con la condición de que residiese lejos de la frontera austriaca y se abstuviese de cualquier actividad que pudiese comprometer al país. Tras unas semanas de buscar alojamiento, la familia se instaló en mayo junto al Lago de Ginebra, en una villa donde la ex emperatriz dio a luz su sexto hijo.
En abril se había formado en Hungría un gobierno contrarrevolucionario bajo protección francesa en Szeged y otro grupo de similar orientación se formó en Viena. Carlos mantuvo contactos con los dos grupos. El grupo vienés, que logró hacerse con fondos de la embajada húngara, financió con ellos un grupo militar (la división Lehar) que apoyó la restauración de Carlos en Hungría occidental, ocupando cierto territorio durante 15 meses.
Durante la primavera Carlos se había mostrado dispuesto a recuperar el trono, no considerando su abdicación en Hungría como válida al no haber sido confirmada por el primer ministro y el Parlamento. Por su parte, el gobierno húngaro había comunicado a Suiza que consideraba a Carlos como su monarca y esperaba un trato correspondiente.
Sus tratos con el regente Horthy, sin embargo, eran ambiguos: sus proclamas no eran publicadas y sus órdenes eran desoídas o aplicadas de manera ambigua. El regente exigió a los oficiales un juramento de lealtad personal, lo que indignó a Carlos, que perdió su confianza en él.

## Intentos de restauración
El 24 de marzo de 1921 el exemperador Carlos abandonó secretamente Suiza y desde allí viajó secretamente a Hungría con un pasaporte español falso para restaurar la monarquía húngara y ser proclamado rey, alegando que podría contar con apoyo del gobierno francés para ello. Tras desplazarse a Estrasburgo en automóvil tomó un tren para Viena como diplomático español, pasando noche en casa de un conde húngaro y viajando el Sábado Santo a la frontera húngara en taxi como funcionario de la cruz roja británica.
El Domingo de Resurrección viajó a Budapest y logró reunirse en secreto con el almirante Horthy quien en una discusión personal rechazó apoyar esta pretensión alegando que, por el contrario, Francia y Gran Bretaña se opondrían a tal proyecto, mientras los Gobiernos de la Pequeña Entente, anunciaban estar dispuestas a invadir Hungría y ocupar Budapest con sus tropas para impedir la restauración de un Habsburgo en el trono (que, según temían, podría intentar el restablecimiento del Imperio Austrohúngaro y amenazar la independencia de sus países). Ambos personajes acordaron suspender su conversación tres semanas, para hallar una solución, pero mientras tanto los nacionalistas húngaros temían que la coronación de Carlos significase resucitar el predominio austriaco sobre Hungría y lograron que el parlamento magiar impidiera la restauración de Carlos (1 de abril de 1921). El mismo día la junta de embajadores de la Entente, reunida en París, declaraba su oposición a aceptar las restauración. Ante ello el exemperador (que al parecer sólo esperaba ser llamado para reinar al vencer el plazo de tres semanas) se retiró de Hungría el 4 de abril, sintiéndose traicionado por Horthy.
A su regreso a Suiza, el Gobierno del país endureció sus condiciones para darle asilo que debía ser, en todo caso, temporal. A comienzos de mayo, la familia se trasladó al palacio de Hertenstein. Horthy mantenía su actitud ambigua con el exemperador.
Pocos meses después Carlos intentó nuevamente forzar la restauración, contando con el apoyo de militares y políticos húngaros aún leales a los Habsburgo: el 21 de octubre de 1921 entró en avión de nuevo en Hungría reuniendo un contingente de soldados afines a su causa para marchar sobre Budapest. Si bien los monárquicos y el propio Carlos habían previsto una marcha pacífica donde las tropas gubernamentales no se atreverían a cerrar el paso al exemperador (como sucedió casi en toda la ruta de Szombathely a Budapest), el Gobierno de Miklós Horthy sí estaba dispuesto a resistir este nuevo intento y en las afueras de la capital batallones del Ejército y voluntarios, en su mayoría estudiantes movilizados por el capitán Gyula Gömbös, rechazaron por la fuerza a unos soldados del contingente monárquico el 23 de octubre, mostrando que una guerra civil era posible por causa de la restauración monárquica. Esa misma tarde, los Gobiernos de la Pequeña Entente enviaron tropas a su frontera húngara para impedir que Carlos fuese restaurado. Asustado ante la posibilidad de una guerra civil, y notando que el apoyo a su causa no era unánime, el exemperador desistió de su intento el 24 de octubre y capituló con sus seguidores; mientras tanto, el Gobierno del almirante Horthy reaccionaba colocando a Carlos y su esposa bajo custodia militar en la localidad de Tihany a orillas del Lago Balatón, accediendo a las presiones de la Pequeña Entente y de los nacionalistas húngaros (unidos en su empeño de evitar la restauración de los Habsburgo). Francia y Gran Bretaña también manifestaron oficialmente a Horthy el 29 de octubre su oposición al retorno de Carlos al trono húngaro, apoyando los temores de la Pequeña Entente.

División de Austria-Hungría en 1918.
Imperio de Austria en 1914
Reino de Hungría en 1914
Bosnia y Herzegovina en 1914
Las líneas rojas señalan las fronteras posteriores a la desintegración del Imperio.

En abril de 1919, Austria, tras proclamarse como república, había declarado nulos los privilegios políticos y embargado las propiedades de la familia imperial, mientras se eliminaban los derechos nobiliarios. Checoslovaquia había hecho lo propio ya apenas terminada la guerra, a comienzos de noviembre de 1918.
El exemperador Carlos salió de Hungría el 1 de noviembre de 1921 con su esposa, Zita, llevados por un buque de la Royal Navy británica por el Danubio hasta el puerto rumano de Galati en el Mar Negro; de ahí la expareja imperial fue trasladada por la marina británica a la isla portuguesa de Madeira el 19 de noviembre del mismo año, por decisión de Francia y Reino Unido.
Allí Carlos murió de neumonía el 1 de abril de 1922. Sus restos aún permanecen en la isla, en la iglesia de Nossa Senhora do Monte, con permiso de sus sucesores, a excepción de su corazón, que fue trasladado a la capilla de Loreto de la abadía de Muri, en Suiza. Después de este duro episodio, el Rey de España D. Alfonso XIII medió para "rescatar" a Zita y a sus hijos de la apartada isla, que se instalaron en Lequeitio hasta 1929. En 1972, se abrió su tumba, y se dieron cuenta de que su cuerpo estaba incorrupto.
Para Austria, la consecuencia más importante de la disolución del Imperio fue perder definitivamente su condición de potencia europea, hasta el punto de ser absorbida por Alemania en 1938. Inclusive Viena, que había sido una de las principales ciudades del mundo antes de 1914, se convirtió repentinamente en la cabeza de una república pequeña en población y en territorio. En el siglo XXI Viena aún se halla muy lejos de la población que tenía en 1916 (1,9 millones de habitantes en el año 2022 frente a los 2,3 millones en 1916). 
Su abdicación acabó con el poder de la dinastía de los Habsburgo, la cual había dominado en Europa desde el siglo XIII, cuando Rodolfo I de Habsburgo fue rey electo de los alemanes (Deutscher König), y el siglo XV, cuando Alberto II de Habsburgo se alzó con el poder del Sacro Imperio Romano Germánico en 1438. Desde ese momento extendieron sus dominios por toda Europa y, a través del Imperio Español, parte de América, alcanzando su máximo esplendor en el siglo XVI con Carlos V, emperador del Sacro Imperio Romano Germánico entre 1519 y 1556.

## Matrimonio y descendencia

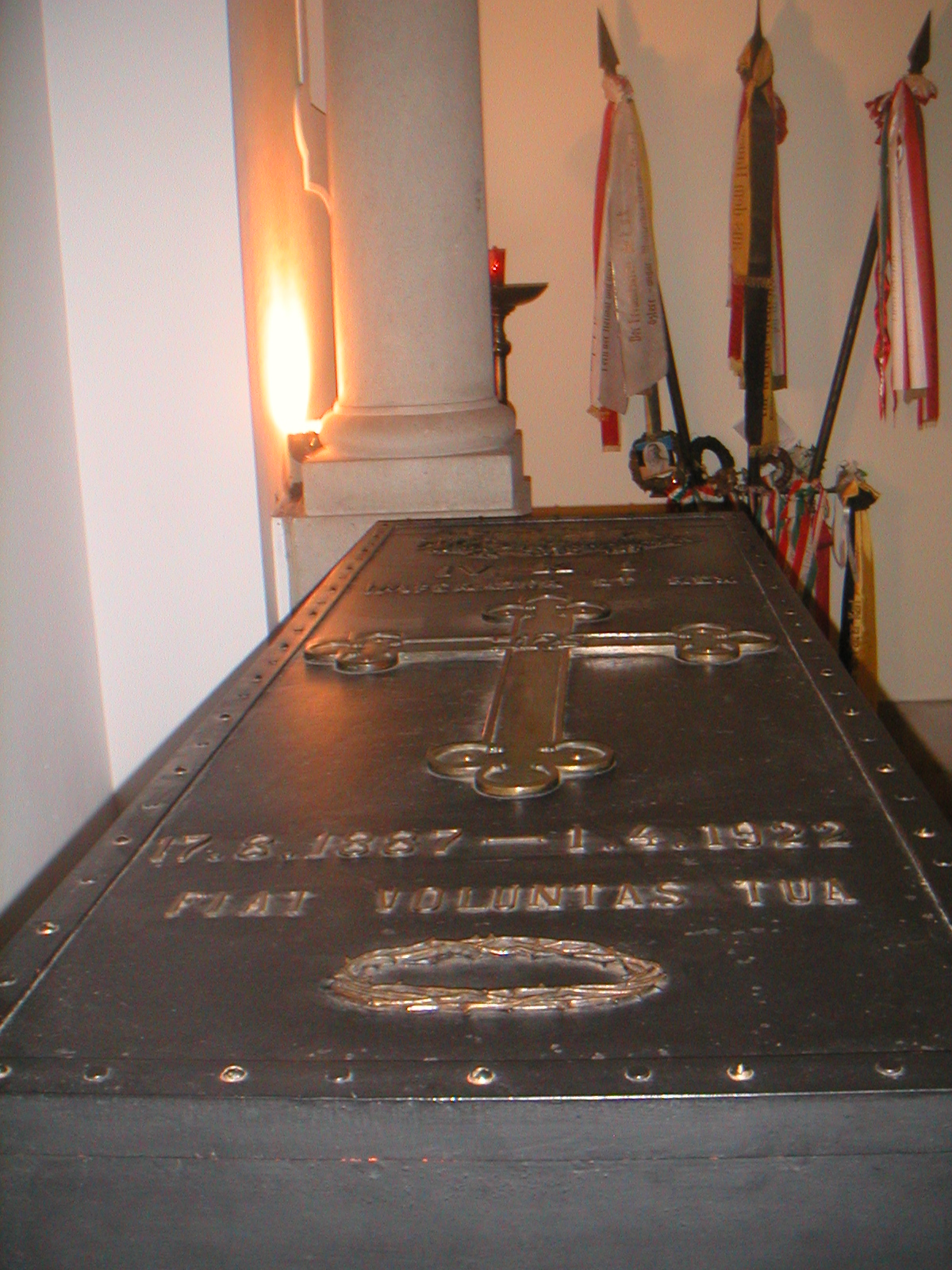
Tumba de Carlos I de Austria y IV de Hungría.

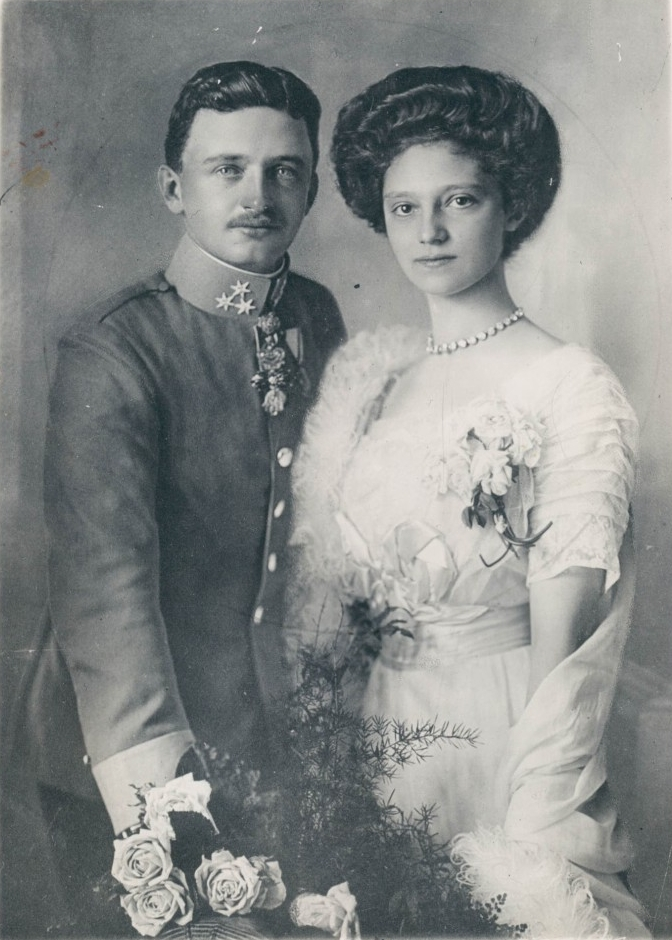
La pareja imperial Carlos I y Zita de Borbón-Parma.

Se casó el 21 de octubre de 1911 con su prima lejana la princesa Zita de Parma, el matrimonio tuvo ocho hijos:
- Archiduque Otón (1912-2011) príncipe heredero de Austria y Hungría, se casó con la princesa Regina de Sajonia-Meiningen (1925-2010), con descendencia.
- Archiduquesa Adelaida (1914-1971), nunca se casó ni tuvo descendencia.
- Archiduque Roberto (1915-1996), se casó con la princesa Margarita Isabel de Saboya-Aosta (1930-2022), con descendencia.
- Archiduque Félix (1916- 2011), se casó con la princesa y duquesa Ana Eugenia de Arenberg (1925-1997), con descendencia.
- Archiduque Carlos Luis (1918-2007), se casó con la princesa Yolanda de Ligne (1923-2023), con descendencia.
- Archiduque Rodolfo (1919-2010), se casó en primer lugar (1953) con la condesa Xenia Chernysheva-Besobrasova (1929-1968) y en segundo lugar (1971) con la princesa Ana de Wrede (1940-).
- Archiduquesa Carlota (1921-1989), se casó con Jorge, duque de Mecklemburgo (1899-1963), jefe de la casa gran ducal de Mecklemburgo-Strelitz.
- Archiduquesa Isabel (1922-1993) se casó con el príncipe Enrique de Liechtenstein (1916-1991).

## Títulos y tratamientos
| ● 17 de agosto de 1887-28 de junio de 1914:    | Su alteza imperial y real el archiduque Carlos de Austria, príncipe real de Hungría, Bohemia y Croacia        |
| ● 28 de junio de 1914-21 de noviembre de 1916: | Su alteza imperial y real el archiduque de Austria-Este                                                       |
| ● 21 de noviembre de 1916-3 de abril de 1919:  | Su Majestad imperial y real el emperador de Austria, rey apostólico de Hungría, Croacia, Eslavonia y Dalmacia |

Por la gracia de Dios, Emperador de Austria, Rey Apostólico de Hungría, cuarto de su nombre, Rey de Bohemia, Dalmacia, Croacia, Eslavonia y Galitzia, Lodomeria e Iliria; Rey de Jerusalén, etc. Archiduque de Austria, Gran Duque de Toscana y Cracovia, Duque de Lorena y Salzburgo, de Estiria, Carintia, Carniola y Bucovina; Gran Príncipe de Transilvania; Margrave de Moravia; Duque de la Alta y la Baja Silesia, de Módena, Parma, Piacenza y Guastalla, de Auschwitz y Zator, de Teschen, Friul, Ragusa y Zara; conde de Habsburgo y Tirol, de Kyburg, Gorizia y Gradisca; Príncipe de Trento y Brixen; Margrave de la Alta y la Baja Lusacia y de Istria; Conde de Hohenems, Feldkirch, Bregenz, Sonnenberg, etc.; Señor de Trieste, de Cattaro, y la Marca Víndica; Gran Voivoda de Serbia, etc.

## Beatificación
Carlos I fue beatificado en Roma el 3 de octubre de 2004, por el papa Juan Pablo II. Las razones de esta beatificación se basan en las tentativas que Carlos hizo por promover la paz en 1917, apoyando la mediación del papa Benedicto XV, así como por sus virtudes cristianas. Según la semblanza publicada por la Santa Sede, el beato Carlos tuvo una gran devoción eucarística y se había comprometido a seguir las enseñanzas de Cristo en su vida privada y pública. También, según la misma fuente, adhirió a la enseñanza social de la Iglesia y las primeras medidas tomadas por él, en tanto que emperador-rey, fueron suprimir el tren de vida de la corte para poder ayudar a la gente más necesitada y adoptar las reformas sociales necesarias. Creó, bajo la influencia de la emperatriz Zita, el primer ministerio de asuntos sociales del mundo. Por este motivo el Arbeiter Zeitung (Periódico Obrero) lo denominó «el Emperador del pueblo». Al igual que el papa, temía el establecimiento de un estado comunista en Europa Central.
El 31 de enero de 2008 un tribunal eclesiástico reconoció, tras 16 meses de investigación, un segundo milagro por mediación del beato Carlos de Habsburgo en Florida (EE. UU.).

## Honores
- Imperio austrohúngaro:
  - Caballero del Toisón de Oro, 1905[21]
  - Gran Cruz de la Orden Militar de María Teresa, 1917[22]
  - Cruz al Mérito Militar, 3.ª Clase con Decoración de Guerra
  - Medalla de Bronce al Mérito Militar, con cinta roja, pre-1915; Dorada ("Signum Laudis")
  - Cruz Milita por el 60.º aniversario del reinado de Francisco José
- Gran Ducado de Toscana: Gran Cruz de San José
- Orden de Malta: Gran Cruz Bailiazgo de Honor y Devoción, con Distinción por Jerusalén
- Reino Unido:
  - Gran Cruz Honoraria de la Real Orden Victoriana
  - Medalla Conmemorativa por la Coronación del rey Jorge V

 Reino de Prusia:
- - Caballero del Águila Negra
  - Pour le Mérite (militar), 20 de mayo de 1916; con Hojas de Roble, 6 de diciembre de 1916[23]
  - Cruz de Hierro, 1.ª y 2.ª Clases
- Reino de Baviera:
  - Caballero de San Huberto, 1908[24]
  - Gran Cruz de la Orden Militar de Max Joseph
- Reino de Sajonia:
  - Caballero de la Corona de Ruda
  - Gran Cruz de la Orden Militar de San Enrique
- Bélgica: Gran Cordón de la Orden de Leopoldo
- Mecklemburgo: Gran Cruz de la Corona Wéndica, con Corona en Mineral
- Reino de Bulgaria:
  - Caballero de los Santos Cirilo y Metodio[25]
  - Orden de la Valentía, Grado I, 2.ª Clase[26]

## Ancestros
| \| \| \| \| \| \| \| \| \| \| \| \| \| \| \| \| \| \| \| \| 16. Francisco II, emperador del Sacro Imperio (Francisco I, emperador de Austria) \| \| \| \| \| \| \| \| \| \| \| \| \| \| \| \| \| \| \| \| \| \| \| \| \| \| \| \| \| \| \| \| \| \| \| \| \| \| \| \| \| \| \| \| \| \| \| \| \| \| \| \| \| \| 8. Archiduque Francisco Carlos de Austria \| \| \| \| \| \| \| \| \| \| \| \| \| \| \| \| \| \| \| \| \| \| \| \| \| \| \| \| \| \| \| \| \| \| \| \| \| \| \| \| \| \| \| \| \| \| \| \| \| \| \| \| \| \| 17. Princesa María Teresa de las Dos Sicilias \| \| \| \| \| \| \| \| \| \| \| \| \| \| \| \| \| \| \| \| \| \| \| \| \| \| \| \| \| \| \| \| \| \| \| \| \| \| \| \| \| \| \| \| \| \| \| \| \| \| \| \| \| \| 4. Archiduque Carlos Luis de Austria \| \| \| \| \| \| \| \| \| \| \| \| \| \| \| \| \| \| \| \| \| \| \| \| \| \| \| \| \| \| \| \| \| \| \| \| \| \| \| \| \| \| \| \| \| \| \| \| \| \| \| \| \| \| 18. Maximiliano I, rey de Baviera (= 26) \| \| \| \| \| \| \| \| \| \| \| \| \| \| \| \| \| \| \| \| \| \| \| \| \| \| \| \| \| \| \| \| \| \| \| \| \| \| \| \| \| \| \| \| \| \| \| \| \| \| \| \| \| \| 9. Princesa Sofía de Baviera \| \| \| \| \| \| \| \| \| \| \| \| \| \| \| \| \| \| \| \| \| \| \| \| \| \| \| \| \| \| \| \| \| \| \| \| \| \| \| \| \| \| \| \| \| \| \| \| \| \| \| \| \| \| 19. Princesa Carolina de Baden (= 27) \| \| \| \| \| \| \| \| \| \| \| \| \| \| \| \| \| \| \| \| \| \| \| \| \| \| \| \| \| \| \| \| \| \| \| \| \| \| \| \| \| \| \| \| \| \| \| \| \| \| \| \| \| \| 2. Archiduque Otón Francisco de Austria \| \| \| \| \| \| \| \| \| \| \| \| \| \| \| \| \| \| \| \| \| \| \| \| \| \| \| \| \| \| \| \| \| \| \| \| \| \| \| \| \| \| \| \| \| \| \| \| \| \| \| \| \| \| 20. Francisco I, rey de las Dos Sicilias \| \| \| \| \| \| \| \| \| \| \| \| \| \| \| \| \| \| \| \| \| \| \| \| \| \| \| \| \| \| \| \| \| \| \| \| \| \| \| \| \| \| \| \| \| \| \| \| \| \| \| \| \| \| 10. Fernando II, rey de las Dos Sicilias \| \| \| \| \| \| \| \| \| \| \| \| \| \| \| \| \| \| \| \| \| \| \| \| \| \| \| \| \| \| \| \| \| \| \| \| \| \| \| \| \| \| \| \| \| \| \| \| \| \| \| \| \| \| 21. Infanta María Isabel de España \| \| \| \| \| \| \| \| \| \| \| \| \| \| \| \| \| \| \| \| \| \| \| \| \| \| \| \| \| \| \| \| \| \| \| \| \| \| \| \| \| \| \| \| \| \| \| \| \| \| \| \| \| \| 5. Princesa María Anunciada de las Dos Sicilias \| \| \| \| \| \| \| \| \| \| \| \| \| \| \| \| \| \| \| \| \| \| \| \| \| \| \| \| \| \| \| \| \| \| \| \| \| \| \| \| \| \| \| \| \| \| \| \| \| \| \| \| \| \| 22. Archiduque Carlos de Austria, duque de Teschen \| \| \| \| \| \| \| \| \| \| \| \| \| \| \| \| \| \| \| \| \| \| \| \| \| \| \| \| \| \| \| \| \| \| \| \| \| \| \| \| \| \| \| \| \| \| \| \| \| \| \| \| \| \| 11. Archiduquesa María Teresa de Austria-Teschen \| \| \| \| \| \| \| \| \| \| \| \| \| \| \| \| \| \| \| \| \| \| \| \| \| \| \| \| \| \| \| \| \| \| \| \| \| \| \| \| \| \| \| \| \| \| \| \| \| \| \| \| \| \| 23. Princesa Enriqueta de Nassau-Weilburg \| \| \| \| \| \| \| \| \| \| \| \| \| \| \| \| \| \| \| \| \| \| \| \| \| \| \| \| \| \| \| \| \| \| \| \| \| \| \| \| \| \| \| \| \| \| \| \| \| \| \| \| \| \| 1. Carlos I, emperador de Austria y rey Hungría y Bohemia como Carlos IV \| \| \| \| \| \| \| \| \| \| \| \| \| \| \| \| \| \| \| \| \| \| \| \| \| \| \| \| \| \| \| \| \| \| \| \| \| \| \| \| \| \| \| \| \| \| \| \| \| \| \| \| \| \| 24. Príncipe Maximiliano de Sajonia \| \| \| \| \| \| \| \| \| \| \| \| \| \| \| \| \| \| \| \| \| \| \| \| \| \| \| \| \| \| \| \| \| \| \| \| \| \| \| \| \| \| \| \| \| \| \| \| \| \| \| \| \| \| 12. Juan I, rey de Sajonia \| \| \| \| \| \| \| \| \| \| \| \| \| \| \| \| \| \| \| \| \| \| \| \| \| \| \| \| \| \| \| \| \| \| \| \| \| \| \| \| \| \| \| \| \| \| \| \| \| \| \| \| \| \| 25. Princesa Carolina de Parma \| \| \| \| \| \| \| \| \| \| \| \| \| \| \| \| \| \| \| \| \| \| \| \| \| \| \| \| \| \| \| \| \| \| \| \| \| \| \| \| \| \| \| \| \| \| \| \| \| \| \| \| \| \| 6. Jorge I, rey de Sajonia \| \| \| \| \| \| \| \| \| \| \| \| \| \| \| \| \| \| \| \| \| \| \| \| \| \| \| \| \| \| \| \| \| \| \| \| \| \| \| \| \| \| \| \| \| \| \| \| \| \| \| \| \| \| 26. Maximiliano I, rey de Baviera (= 18) \| \| \| \| \| \| \| \| \| \| \| \| \| \| \| \| \| \| \| \| \| \| \| \| \| \| \| \| \| \| \| \| \| \| \| \| \| \| \| \| \| \| \| \| \| \| \| \| \| \| \| \| \| \| 13. Princesa Amalia de Baviera \| \| \| \| \| \| \| \| \| \| \| \| \| \| \| \| \| \| \| \| \| \| \| \| \| \| \| \| \| \| \| \| \| \| \| \| \| \| \| \| \| \| \| \| \| \| \| \| \| \| \| \| \| \| 27. Princesa Carolina de Baden (= 19) \| \| \| \| \| \| \| \| \| \| \| \| \| \| \| \| \| \| \| \| \| \| \| \| \| \| \| \| \| \| \| \| \| \| \| \| \| \| \| \| \| \| \| \| \| \| \| \| \| \| \| \| \| \| 3. Princesa María Josefa de Sajonia \| \| \| \| \| \| \| \| \| \| \| \| \| \| \| \| \| \| \| \| \| \| \| \| \| \| \| \| \| \| \| \| \| \| \| \| \| \| \| \| \| \| \| \| \| \| \| \| \| \| \| \| \| \| 28. Príncipe Fernando de Sajonia-Coburgo-Gotha \| \| \| \| \| \| \| \| \| \| \| \| \| \| \| \| \| \| \| \| \| \| \| \| \| \| \| \| \| \| \| \| \| \| \| \| \| \| \| \| \| \| \| \| \| \| \| \| \| \| \| \| \| \| 14. Fernando II, rey de Portugal \| \| \| \| \| \| \| \| \| \| \| \| \| \| \| \| \| \| \| \| \| \| \| \| \| \| \| \| \| \| \| \| \| \| \| \| \| \| \| \| \| \| \| \| \| \| \| \| \| \| \| \| \| \| 29. Princesa María Antonia de Kohary \| \| \| \| \| \| \| \| \| \| \| \| \| \| \| \| \| \| \| \| \| \| \| \| \| \| \| \| \| \| \| \| \| \| \| \| \| \| \| \| \| \| \| \| \| \| \| \| \| \| \| \| \| \| 7. Infanta María Ana de Portugal \| \| \| \| \| \| \| \| \| \| \| \| \| \| \| \| \| \| \| \| \| \| \| \| \| \| \| \| \| \| \| \| \| \| \| \| \| \| \| \| \| \| \| \| \| \| \| \| \| \| \| \| \| \| 30. Pedro I, emperador de Brasil \| \| \| \| \| \| \| \| \| \| \| \| \| \| \| \| \| \| \| \| \| \| \| \| \| \| \| \| \| \| \| \| \| \| \| \| \| \| \| \| \| \| \| \| \| \| \| \| \| \| \| \| \| \| 15. María II, rey de Portugal \| \| \| \| \| \| \| \| \| \| \| \| \| \| \| \| \| \| \| \| \| \| \| \| \| \| \| \| \| \| \| \| \| \| \| \| \| \| \| \| \| \| \| \| \| \| \| \| \| \| \| \| \| \| 31. Archiduquesa María Leopoldina de Austria \| \| \| \| \| \| \| \| \| \| \| \| \| \| \| \| \| \| \| \| \| \| \| \| \| \| \| \| \| \| \| \| \| \| \| \| \| \| \| \| \| \| \| \| \| \| \| \| \| \| \| \| |                                                                                   |  |  |  |  |  |  |  |  |  |  |  |  |  |  |  |
| |                                                                                   |  |  |  |  |  |  |  |  |  |  |  |  |  |  |  |
| | 16. Francisco II, emperador del Sacro Imperio (Francisco I, emperador de Austria) |  |  |  |  |  |  |  |  |  |  |  |  |  |  |  |
| |                                                                                   |  |  |  |  |  |  |  |  |  |  |  |  |  |  |  |
| |                                                                                   |  |  |  |  |  |  |  |  |  |  |  |  |  |  |  |
| | 8. Archiduque Francisco Carlos de Austria                                         |  |  |  |  |  |  |  |  |  |  |  |  |  |  |  |
| |                                                                                   |  |  |  |  |  |  |  |  |  |  |  |  |  |  |  |
| |                                                                                   |  |  |  |  |  |  |  |  |  |  |  |  |  |  |  |
| | 17. Princesa María Teresa de las Dos Sicilias                                     |  |  |  |  |  |  |  |  |  |  |  |  |  |  |  |
| |                                                                                   |  |  |  |  |  |  |  |  |  |  |  |  |  |  |  |
| |                                                                                   |  |  |  |  |  |  |  |  |  |  |  |  |  |  |  |
| | 4. Archiduque Carlos Luis de Austria                                              |  |  |  |  |  |  |  |  |  |  |  |  |  |  |  |
| |                                                                                   |  |  |  |  |  |  |  |  |  |  |  |  |  |  |  |
| |                                                                                   |  |  |  |  |  |  |  |  |  |  |  |  |  |  |  |
| | 18. Maximiliano I, rey de Baviera (= 26)                                          |  |  |  |  |  |  |  |  |  |  |  |  |  |  |  |
| |                                                                                   |  |  |  |  |  |  |  |  |  |  |  |  |  |  |  |
| |                                                                                   |  |  |  |  |  |  |  |  |  |  |  |  |  |  |  |
| | 9. Princesa Sofía de Baviera                                                      |  |  |  |  |  |  |  |  |  |  |  |  |  |  |  |
| |                                                                                   |  |  |  |  |  |  |  |  |  |  |  |  |  |  |  |
| |                                                                                   |  |  |  |  |  |  |  |  |  |  |  |  |  |  |  |
| | 19. Princesa Carolina de Baden (= 27)                                             |  |  |  |  |  |  |  |  |  |  |  |  |  |  |  |
| |                                                                                   |  |  |  |  |  |  |  |  |  |  |  |  |  |  |  |
| |                                                                                   |  |  |  |  |  |  |  |  |  |  |  |  |  |  |  |
| | 2. Archiduque Otón Francisco de Austria                                           |  |  |  |  |  |  |  |  |  |  |  |  |  |  |  |
| |                                                                                   |  |  |  |  |  |  |  |  |  |  |  |  |  |  |  |
| |                                                                                   |  |  |  |  |  |  |  |  |  |  |  |  |  |  |  |
| | 20. Francisco I, rey de las Dos Sicilias                                          |  |  |  |  |  |  |  |  |  |  |  |  |  |  |  |
| |                                                                                   |  |  |  |  |  |  |  |  |  |  |  |  |  |  |  |
| |                                                                                   |  |  |  |  |  |  |  |  |  |  |  |  |  |  |  |
| | 10. Fernando II, rey de las Dos Sicilias                                          |  |  |  |  |  |  |  |  |  |  |  |  |  |  |  |
| |                                                                                   |  |  |  |  |  |  |  |  |  |  |  |  |  |  |  |
| |                                                                                   |  |  |  |  |  |  |  |  |  |  |  |  |  |  |  |
| | 21. Infanta María Isabel de España                                                |  |  |  |  |  |  |  |  |  |  |  |  |  |  |  |
| |                                                                                   |  |  |  |  |  |  |  |  |  |  |  |  |  |  |  |
| |                                                                                   |  |  |  |  |  |  |  |  |  |  |  |  |  |  |  |
| | 5. Princesa María Anunciada de las Dos Sicilias                                   |  |  |  |  |  |  |  |  |  |  |  |  |  |  |  |
| |                                                                                   |  |  |  |  |  |  |  |  |  |  |  |  |  |  |  |
| |                                                                                   |  |  |  |  |  |  |  |  |  |  |  |  |  |  |  |
| | 22. Archiduque Carlos de Austria, duque de Teschen                                |  |  |  |  |  |  |  |  |  |  |  |  |  |  |  |
| |                                                                                   |  |  |  |  |  |  |  |  |  |  |  |  |  |  |  |
| |                                                                                   |  |  |  |  |  |  |  |  |  |  |  |  |  |  |  |
| | 11. Archiduquesa María Teresa de Austria-Teschen                                  |  |  |  |  |  |  |  |  |  |  |  |  |  |  |  |
| |                                                                                   |  |  |  |  |  |  |  |  |  |  |  |  |  |  |  |
| |                                                                                   |  |  |  |  |  |  |  |  |  |  |  |  |  |  |  |
| | 23. Princesa Enriqueta de Nassau-Weilburg                                         |  |  |  |  |  |  |  |  |  |  |  |  |  |  |  |
| |                                                                                   |  |  |  |  |  |  |  |  |  |  |  |  |  |  |  |
| |                                                                                   |  |  |  |  |  |  |  |  |  |  |  |  |  |  |  |
| | 1. Carlos I, emperador de Austria y rey Hungría y Bohemia como Carlos IV          |  |  |  |  |  |  |  |  |  |  |  |  |  |  |  |
| |                                                                                   |  |  |  |  |  |  |  |  |  |  |  |  |  |  |  |
| |                                                                                   |  |  |  |  |  |  |  |  |  |  |  |  |  |  |  |
| | 24. Príncipe Maximiliano de Sajonia                                               |  |  |  |  |  |  |  |  |  |  |  |  |  |  |  |
| |                                                                                   |  |  |  |  |  |  |  |  |  |  |  |  |  |  |  |
| |                                                                                   |  |  |  |  |  |  |  |  |  |  |  |  |  |  |  |
| | 12. Juan I, rey de Sajonia                                                        |  |  |  |  |  |  |  |  |  |  |  |  |  |  |  |
| |                                                                                   |  |  |  |  |  |  |  |  |  |  |  |  |  |  |  |
| |                                                                                   |  |  |  |  |  |  |  |  |  |  |  |  |  |  |  |
| | 25. Princesa Carolina de Parma                                                    |  |  |  |  |  |  |  |  |  |  |  |  |  |  |  |
| |                                                                                   |  |  |  |  |  |  |  |  |  |  |  |  |  |  |  |
| |                                                                                   |  |  |  |  |  |  |  |  |  |  |  |  |  |  |  |
| | 6. Jorge I, rey de Sajonia                                                        |  |  |  |  |  |  |  |  |  |  |  |  |  |  |  |
| |                                                                                   |  |  |  |  |  |  |  |  |  |  |  |  |  |  |  |
| |                                                                                   |  |  |  |  |  |  |  |  |  |  |  |  |  |  |  |
| | 26. Maximiliano I, rey de Baviera (= 18)                                          |  |  |  |  |  |  |  |  |  |  |  |  |  |  |  |
| |                                                                                   |  |  |  |  |  |  |  |  |  |  |  |  |  |  |  |
| |                                                                                   |  |  |  |  |  |  |  |  |  |  |  |  |  |  |  |
| | 13. Princesa Amalia de Baviera                                                    |  |  |  |  |  |  |  |  |  |  |  |  |  |  |  |
| |                                                                                   |  |  |  |  |  |  |  |  |  |  |  |  |  |  |  |
| |                                                                                   |  |  |  |  |  |  |  |  |  |  |  |  |  |  |  |
| | 27. Princesa Carolina de Baden (= 19)                                             |  |  |  |  |  |  |  |  |  |  |  |  |  |  |  |
| |                                                                                   |  |  |  |  |  |  |  |  |  |  |  |  |  |  |  |
| |                                                                                   |  |  |  |  |  |  |  |  |  |  |  |  |  |  |  |
| | 3. Princesa María Josefa de Sajonia                                               |  |  |  |  |  |  |  |  |  |  |  |  |  |  |  |
| |                                                                                   |  |  |  |  |  |  |  |  |  |  |  |  |  |  |  |
| |                                                                                   |  |  |  |  |  |  |  |  |  |  |  |  |  |  |  |
| | 28. Príncipe Fernando de Sajonia-Coburgo-Gotha                                    |  |  |  |  |  |  |  |  |  |  |  |  |  |  |  |
| |                                                                                   |  |  |  |  |  |  |  |  |  |  |  |  |  |  |  |
| |                                                                                   |  |  |  |  |  |  |  |  |  |  |  |  |  |  |  |
| | 14. Fernando II, rey de Portugal                                                  |  |  |  |  |  |  |  |  |  |  |  |  |  |  |  |
| |                                                                                   |  |  |  |  |  |  |  |  |  |  |  |  |  |  |  |
| |                                                                                   |  |  |  |  |  |  |  |  |  |  |  |  |  |  |  |
| | 29. Princesa María Antonia de Kohary                                              |  |  |  |  |  |  |  |  |  |  |  |  |  |  |  |
| |                                                                                   |  |  |  |  |  |  |  |  |  |  |  |  |  |  |  |
| |                                                                                   |  |  |  |  |  |  |  |  |  |  |  |  |  |  |  |
| | 7. Infanta María Ana de Portugal                                                  |  |  |  |  |  |  |  |  |  |  |  |  |  |  |  |
| |                                                                                   |  |  |  |  |  |  |  |  |  |  |  |  |  |  |  |
| |                                                                                   |  |  |  |  |  |  |  |  |  |  |  |  |  |  |  |
| | 30. Pedro I, emperador de Brasil                                                  |  |  |  |  |  |  |  |  |  |  |  |  |  |  |  |
| |                                                                                   |  |  |  |  |  |  |  |  |  |  |  |  |  |  |  |
| |                                                                                   |  |  |  |  |  |  |  |  |  |  |  |  |  |  |  |
| | 15. María II, rey de Portugal                                                     |  |  |  |  |  |  |  |  |  |  |  |  |  |  |  |
| |                                                                                   |  |  |  |  |  |  |  |  |  |  |  |  |  |  |  |
| |                                                                                   |  |  |  |  |  |  |  |  |  |  |  |  |  |  |  |
| | 31. Archiduquesa María Leopoldina de Austria                                      |  |  |  |  |  |  |  |  |  |  |  |  |  |  |  |
| |                                                                                   |  |  |  |  |  |  |  |  |  |  |  |  |  |  |  |
| |                                                                                   |  |  |  |  |  |  |  |  |  |  |  |  |  |  |  |